# Hippopsis rabida
Hippopsis rabida là một loài bọ cánh cứng trong họ Cerambycidae.